# Kanton La Verpillière
Kanton La Verpillière (fr. Canton de La Verpillière) je francouzský kanton v departementu Isère v regionu Rhône-Alpes. Skládá se ze sedmi obcí.

## Obce kantonu
- Bonnefamille
- Chèzeneuve
- Four
- Roche
- Saint-Quentin-Fallavier
- Satolas-et-Bonce
- La Verpillière